# Кес Кіст
Кес Кіст (нід. Kees Kist, нар. 7 серпня 1952, Стенвейк) — нідерландський футболіст, нападник. Володар Золотого бутсу УЄФА 1979 року.
Насамперед відомий виступами за клуб АЗ, а також національну збірну Нідерландів.
Чемпіон Нідерландів. Триразовий володар Кубка Нідерландів. Володар Кубка Франції.

## Клубна кар'єра
У дорослому футболі дебютував 1970 року виступами за команду клубу «Геренвен», в якій провів два сезони. 
Своєю грою за цю команду привернув увагу представників тренерського штабу клубу АЗ, до складу якого приєднався 1972 року. Відіграв за команду з Алкмара наступні десять сезонів своєї ігрової кар'єри. Більшість часу, проведеного у складі «АЗ», був основним гравцем атакувальної ланки команди. У складі «АЗ» був одним з головних бомбардирів команди, маючи середню результативність на рівні 0,61 голу за гру першості. Виборов з командою титул чемпіона країни сезону 1980–81, в сезонах 1978-79 та 1979-80 ставав найкращим бомбардиром національного чемпіонату.
Згодом з 1982 по 1985 рік грав у складі команд клубів «Парі Сен-Жермен», «Мюлуз» та «Геренвен». У складі ПСЖ виборов титул володаря Кубка Франції.
Завершив професійну ігрову кар'єру у клубі АЗ, у складі якого вже виступав раніше. Прийшов до команди 1985 року, захищав її кольори до припинення виступів на професійному рівні у 1987 році.

## Виступи за збірну
У 1975 році дебютував в офіційних матчах у складі національної збірної Нідерландів. Протягом кар'єри у національній команді, яка тривала 6 років, провів у формі головної команди країни 21 матч, забивши 11 голів.
У складі збірної був учасником чемпіонату Європи 1976 року в Югославії, на якому команда здобула бронзові нагороди, чемпіонату Європи 1980 року в Італії.

## Титули і досягнення

### Командні
- Чемпіон Нідерландів (1):

«АЗ»:  1980–81
- Володар Кубка Нідерландів (3):

«АЗ»:  1977–78, 1980–81, 1981–82
- Володар Кубка Франції (1):

«Парі Сен-Жермен»:  1982-83

### Особисті
- Володар Золотого бутсу УЄФА: 1979
- Найкращий бомбардир Ередивізі (2): 1978–79, 1979–80

## Статистика
Статистика клубних виступів:
| Турнір                  | «Геренвен» | «Геренвен» | АЗ-67 | АЗ-67 | ПСЖ | ПСЖ | «Мюлуз» | «Мюлуз» | Всього | Всього |
| Турнір                  | І          | Г          | І     | Г     | І   | Г   | І       | Г       | І      | Г      |
| ----------------------- | ---------- | ---------- | ----- | ----- | --- | --- | ------- | ------- | ------ | ------ |
| Кубок чемпіонів         | —          | —          | 4     | 3     | —   | —   | —       | —       | 4      | 3      |
| Кубок кубків            | —          | —          | 2     | 0     | 6   | 1   | —       | —       | 8      | 1      |
| Кубок УЄФА              | —          | —          | 13    | 15    | —   | —   | —       | —       | 13     | 15     |
| Чемпіонат Нідерландів   | 49         | 15         | 323   | 196   | —   | —   | —       | —       | 372    | 211    |
| Чемпіонат Франції       | —          | —          | —     | —     | 34  | 12  | —       | —       | 34     | 12     |
| Кубок Франції           | —          | —          | —     | —     | 7   | 5   | 7       | 2       | 14     | 7      |
| Чемпіонат Франції (Д-2) | —          | —          | —     | —     | —   | —   | 27      | 10      | 27     | 10     |
| Всього                  | 49         | 15         | 342   | 214   | 47  | 18  | 34      | 12      | 472    | 259    |